# Associazione Calcio Prato 2013-2014
Questa voce raccoglie le informazioni riguardanti l'Associazione Calcio Prato nelle competizioni ufficiali della stagione 2013-2014.

## Stagione
Il Prato disputa il terzo campionato consecutivo in Lega Pro Prima Divisione. Con l'allenatore riconfermato Vincenzo Esposito, la squadra viene eliminata alla fase eliminatoria a gironi della Coppa Italia Lega Pro, mentre arriva decima in campionato nel girone B, e viene ammesso alla nuova terza serie.

## Divise e sponsor
Lo sponsor tecnico per la stagione 2013-2014 è Mass, mentre lo sponsor ufficiale è Produttori Pratesi Cardato Riciclato.
| Casa | Trasferta | Terza divisa |

## Organigramma societario
Area direttiva
- Presidente: Andrea Toccafondi
- Presidente onorario: Giannetto Guarducci
- Amministratori delegati: Donatella Toccafondi e Paolo Toccafondi
- Direttore generale: Mario Masini

Area organizzativa
- Responsabile: Renato Galli
- Segretario generale: Alessio Vignoli

Area comunicazione
- Ufficio stampa: Nicola Piconi

Area marketing
- Responsabile: Roberto Angioni

Area tecnica
- Allenatore: Vincenzo Esposito
- Responsabile: Vincenzo Esposito
- Preparatore atletico: Umberto Bracciali, Lorenzo Cavallaro
- Preparatore dei portieri: Andrea Puggelli

Area sanitaria
- Responsabile: Roberto Baldi
- Massaggiatori: Lorenzo Sarti, Filippo Bettazzi

## Rosa
| N. |                    | Ruolo | Calciatore          |
| -- | ------------------ | ----- | ------------------- |
|    | Italia (bandiera)  | P     | Matteo Brunelli     |
|    | Italia (bandiera)  | P     | Stefano Layeni      |
|    | Italia (bandiera)  | P     | Iacopo Ricciarelli  |
|    | Italia (bandiera)  | D     | Alessandro Malomo   |
|    | Italia (bandiera)  | D     | Giuliano Lamma      |
|    | Italia (bandiera)  | D     | Tommaso Ghinassi    |
|    | Italia (bandiera)  | D     | Michele De Agostini |
|    | Italia (bandiera)  | D     | Andrea Bagnai       |
|    | Italia (bandiera)  | D     | Andrea Saitta       |
|    | Italia (bandiera)  | C     | Andrea Gianotti     |
|    | Italia (bandiera)  | C     | Matteo Serrotti     |
|    | Uruguay (bandiera) | C     | Marcel Román        |
|    | Italia (bandiera)  | C     | Matteo Cavagna      |

| N. |                    | Ruolo | Calciatore         |
| -- | ------------------ | ----- | ------------------ |
|    | Italia (bandiera)  | C     | Giulio Grifoni     |
|    | Italia (bandiera)  | C     | Tommaso Palavisini |
|    | Italia (bandiera)  | C     | Yusuf Cela         |
|    | Italia (bandiera)  | A     | Matteo Celentano   |
|    | Italia (bandiera)  | A     | Nicola Benedetti   |
|    | Italia (bandiera)  | A     | Alessandro Di Dio  |
|    | Brasile (bandiera) | A     | Diego Silva Reis   |
|    | Italia (bandiera)  | A     | Pasquale Basilico  |
|    | Italia (bandiera)  | A     | Tommaso Papini     |
|    | Italia (bandiera)  | A     | Christian Tiboni   |
|    | Italia (bandiera)  | C     | Andrea Pisanu      |
|    | Italia (bandiera)  | A     | Eric Lanini        |

## Risultati

### Lega Pro Prima Divisione

#### Girone di andata
| L'Aquila 1º settembre 2013, ore 20:45 UTC+2 1ª giornata | L'Aquila                         | 0 – 0 referto | Prato | Stadio Tommaso Fattori (2.177 spett.)\| Arbitro: \| Vincenzo Ripa (Nocera Inferiore) \| |
| Arbitro:                                                | Vincenzo Ripa (Nocera Inferiore) |               |       |                                                                                         |

| Prato 8 settembre 2013, ore 17:00 CEST 2ª giornata | Prato               | 0 – 0 referto | Catanzaro | Stadio Lungobisenzio (891 spett.)\| Arbitro: \| Di Martino (Teramo) \| |
| Arbitro:                                           | Di Martino (Teramo) |               |           |                                                                        |

| Arbitro: | Mainardi (Bergamo) |

|  |           |                        |
|  | Marcatori | 32’ Tiboni 38’ Corvesi |